# 樊鍾秀
樊 鍾秀（はん しょうしゅう）は、中華民国の民主革命家、元匪賊、軍人。河南省の土着軍閥の豫軍の指揮官で、当初は北京政府の直隷派などに属したが、後に孫文（孫中山）陣営に転じ、国民革命軍の一員となる。旧名は鐸。字は醒民。

## 事跡
宝豊県大営夏荘（現在の河南省平頂山市石竜区）の下層知識人の家に生まれる。父の樊道隆は医者兼教師であった。4人兄弟の次男で、叔父2人と従兄弟7人と暮らしていた。幼い頃は旧学を学んでいたが、13歳で登封の嵩山少林寺に赴き、拳術・棒術を習得する。のち革命家となる徐万年・李亜東も同門であった。
1911年（宣統3年）、武昌蜂起が起こると河南省でも革命派が呼応していた。樊鍾秀も革命派に参加、河南同盟会に協力する拉杆（河南省の方言で匪賊の事）の王天縦に従い信陽で交戦する。のち湖南新軍兵士として挙兵していた徐万年の檄に応じて武漢に赴き、漢陽監獄に収容されていた李亜東を救出した。1912年（民国元年）2月、李亜東が豫南民軍を組織するとそれに加わり、馬雲卿の左翼先遣軍副司令に任ぜられ、王天縦と協力して唐河・鄭州・新野・南陽を攻める。しかし1913年（民国2年）、河南都督張鎮芳の圧力で民軍が解散されると、樊鍾秀も張鎮芳に指名手配されたため、地元に帰郷するが、拉杆の略奪に遭い、陝西省宜川県賀家溝の黄竜山に逃れて開墾に勤しんだ。しかし翌年春、杆首（匪賊の頭目）の「黄大爺」が樊鍾秀の妹を無理矢理妻に娶ろうとした。憤慨した樊鍾秀は同郷の仲間を集めると、夜に黄大爺の山塞に忍び込み、寝ている黄大爺を短刀で殺害して新たな杆首を名乗り、その配下100名を従わせた。続いて、澄城県馮原鎮と清明山の民団（自警団）の団長を殺害し、団員を従わせた。元々知識人の生まれである樊鍾秀は、匪賊の集まりである彼らの、農民を守り地主や役人に抵抗する自警団への変革を志向し、恐喝や強姦の禁止、農民の保護、配分の平等などを打ち出したとされる。こうした樊鍾秀の方針は農民の支持を得、急速に勢力を拡大した。

### 秦軍から陝西靖国軍、毅軍へ
1915年（民国4年）、陝西省の陳樹藩の第3混成旅の営長を務めていた閻鳳誥の誘いで、樊鍾秀は配下とともに軍に加入し、陝西将軍陸建章の衛隊連に改編され、連長、のち営長に任ぜられる。その一方で、革命党員の恵又光と反袁逐陸の計画を進め、のちに彼が決起に失敗すると匿う。1916年（民国5年）、陳樹藩が陝西督軍になると混成第2旅（長：曾継賢）騎兵連長、営長に任ぜられ、西安南部に駐屯。
1918年（民国7年）1月、于右任・郭堅・胡景翼らが陝西靖国軍を組織すると、陳樹藩より部隊1個営を率いて西安の鎮圧を命じられる。樊鍾秀は遅遅と鎮圧に向かうふりをして、辛亥革命の同志であった張鈁の協力で潼関県・商県・雒南県・藍田県・盩厔県で密かに2000人の兵を集め、2月、陝西靖国軍に参加。胡景翼軍の営長の張義安の部隊と連携して陳樹藩を包囲するも、反撃にあい失敗。張義安は戦死し、樊鍾秀は東三兆鎮に撤退した。3月には河南省との省境にある潼関県で陳樹藩の1個旅を撃破し、数百の銃を鹵獲する。その後、秦嶺を超えて商県・雒南県で部隊の休息と整編を行った。6月には第2路司令に任ぜられた。陳樹藩を灞上で待ち伏せし、劉鎮華と零口で交戦。臨潼・渭南を転戦し、河南省からの両軍の補給線を絶った。しかし、胡景翼が捕虜となると陝西靖国軍は瓦解し、盩厔県で53日間籠城していたが、結局翌年3月、陝西省駐屯中の摂陝奉軍司令（奉天派）許蘭洲に降り、第1支隊司令に任ぜられている。
1920年（民国9年）5月、安徽派と直隷派との緊張が高まると、樊鍾秀は許蘭洲の部隊に従って河南に戻る。6月より許蘭洲の河南撤退に伴い、樊鍾秀の部隊は直隷派に与する毅軍の河南都督趙倜の指揮下に入り、河南陸軍暫編第1師（長：成慎）第2旅（長：林起鵬）の第4団団長。西部の閿郷・霊宝・陝州一帯に駐屯し、対匪賊の治安戦に従事。暫編第1師は河南新軍第29混成協から発展した部隊で、一時2個旅に解体されたものを再合併したものであった。しかし毅軍の勢力を優先したい趙倜は1921年（民国10年）1月14日、河南陸軍暫編第1師を解散、自身の弟の趙傑を部隊長として再編した。4月16日、趙倜の圧力に耐えかねた成慎が反乱を起こすと、鎮圧側に立ち、武安・林県に展開。同月、第5混成旅旅長に任ぜられる。7月、湘鄂戦争が起こると蕭耀南の第25師を掩護するため湖南省北部へ派遣され、同じ直隷派の張福来率いる第24師配下として趙恒惕の湖南軍を威寧・岳州で撃破する。戦後、河南省東部各県に駐屯したが、趙倜失脚後の1922年（民国11年）7月、毅軍は直隷派によって再編され、常徳盛（徳勝・得勝とも）が河南陸軍暫編第1師師長となるとその配下となる。

### 孫文陣営への参加
5月13日、常徳盛の暫編第1師は呉佩孚の命令により江西督軍に新たに着任する蔡成勲の護衛として同省南部に派遣されることとなり、高鳳梧とともにそれに従った。しかし、同年6月に魯山県で白朗残党の老洋人（張慶）が匪賊や民衆2万人を扇動して「河南自治軍」を称し、魯山起義を起こすと河南省に戻り、豫西剿匪司令として全省剿匪司令の靳雲鶚とともに鎮圧を担当したが、樊鍾秀の腹心の任応岐も河南自治軍に参加していたほか、靳雲鶚の1個団が壊滅させられるなど苦戦を強いられていた。樊鍾秀は老洋人と同郷であったことから、呉佩孚より交渉を任され、結果人質解放と正規軍としての引き込みに成功した。樊鍾秀の部隊は陝西靖国軍では2個支隊3000人だったが、この時5個遊撃支隊、計5000人の兵馬にまでなっていた。8月27日、陸軍少将に昇進する。12月、第2混成団団長。
1923年（民国12年）5月2日、呉佩孚の命により沈鴻英救援のため、常徳盛とともに再び江西省へ南下する。樊鍾秀は第一師補充隊の隊長を任じられ、河南自治軍から帰順した任応岐・陳青雲率いる2個支隊4個営を擁した。樊鍾秀はこれを機に孫文陣営に転じる決意をし、従兄弟の莫慶斌を使者として広州に向かわせるも、莫慶斌は帰途で蔡成勲に捕らえられ処刑された。樊鍾秀は吉安県に向かい、南昌の国民党のアジトを目指すが、北洋政府の捜査で壊滅した事を知り、副官の李肖庭と王鼎洛を再び広州へ向かわせる。李肖庭らは万難を排して広州に辿り着き、元老の一人凌鉞より孫文に引き合わされた。大元帥府秘書長の楊庶堪は方覚慧を樊鍾秀のもとにやり、広州に到着次第、10万元の報酬を約束した。11月6日、大庾嶺にて孫文擁護と広東革命陣営への参加、自軍を討賊豫軍と称し総司令就任を発表した。そのまま梅関古道より梅嶺を越えて広東省入りし、11月9日、沈鴻英の三個師を制圧し、南雄を占領。12日には韶関に到着した。しかしその頃、陳炯明は反撃に転じており、配下の洪兆麟・葉挙・林虎が12日に石竜鎮を制圧、14日には広州近郊の石牌・白雲山・痩狗嶺に到達し、大元帥府に迫りつつあった。14日夜、樊鍾秀は孫文から陳炯明討伐への参加を要請されると、早速兵を出して16日夜、黄沙駅に到着し、そのまま徒歩で大沙頭駅に向かい、討伐戦に参加。4列縦隊で三日三晩の戦闘の末、18日までに陳炯明軍を恵州へ追いやった。12月6日、孫文より武功を讃え歓迎パーティーを開かれた。また、妻と二人の子も広州に住むこととなり、うち一子は孫文より「得勝」と名付けられた。広州に邸宅を構えた際には、2000大洋を補助された。
翌1924年（民国13年）1月、中国国民党第1期候補中央監察委員に選出されている。4月、陳炯明は再度反撃を開始した。29日、孫文は樊鍾秀を東征右路総指揮、任応岐を前敵総指揮に任じた。30日、樊鍾秀は東江戦場へ赴き、陳炯明の故郷であった海陸豊（海豊県・陸豊市）を奪還。5月、河源・平湖・竜崗を攻め、6月、淡水・平山を占領。東江を平定した。7月、凱旋した樊鍾秀は部隊を再編し、4個旅8個団、計8000人に拡充した。閻鳳誥の兄の閻鳳崗が第1旅（参謀長兼）、任応岐が第2旅、陳青雲が第3旅、王鼎洛が第4旅旅長を務めた。
9月18日、第二次北伐、10月13日、建国軍北伐先遣隊総指揮に任ぜられた。正面は譚延闓が総司令を務め、南雄を出て、大庾・贛州に進軍。側翼は樊鍾秀が総指揮を務め、仙霞嶺から山道を迂回し吉安を攻める進路を取った。最終的に、両路は南昌で合流することとなっていた。この頃、討賊豫軍は建国豫軍に改組され、引き続き樊鍾秀が総司令をつとめた。桂東県橋頭郷では待ち伏せに遭い、一昼夜の激戦で大きな損害を出した。任応岐の第2旅、陳青雲の第3旅は損害が甚だしく、戦闘継続が困難だったため広州に帰還した。樊鍾秀は残りの2個旅3000人を率いて包囲網を突破し、80日以上の行軍と50以上の大小の戦闘、四省と5000余里の道のりを経て、長江を渡河し、12月中旬に胡景翼率いる国民軍第2軍が統治する河南省南部入りした。しかしそれから間もなくして20日、光山にて孫文より天津へ向かうよう命ぜられる。ただし、実際は翌年に孫岳・徐永昌の国民軍第3軍が天津攻略を担当し、樊鍾秀は後述の通り山西省に向かった。

### 国民軍との連携
以降、河南省に留まり、胡景翼やその後任の岳維峻と連携しその指揮下に入った。翌1925年（民国14年）2月の「胡憨の戦い」では、樊鍾秀は郟県を確保し、禹県に展開する鄧瑜・蒋世杰の2個旅とともに北西の洛陽を目指した。東の滎陽から向かった胡景翼率いる第2軍主力（第1師及び楊瑞軒・李鴻翥の2個旅）、密県の李雲竜と洛陽東隣の偃師にて合流し、憨玉琨の退路を断つ作戦であった。3月6日の停戦交渉決裂後、洛陽南部の汝陽県に葉荃とともにいたが、8日、劉鎮華の撤退命令を拒んだ張治公と交戦、序盤戦では敗北し苦戦を強いられたが、間もなくして澠池県の鎮嵩軍主力が完全に瓦解し、張治公も撤退したため難を逃れた。胡憨の戦い終結までに、捕虜1万余人、各種砲28門、軽重機関銃21挺、小銃及びピストル9700余挺を鹵獲する成果を上げた。同年、部隊名を「建国軍」と改め、4個路と3個独立旅、計3万人～4万人を擁するまでに至った。五・三〇事件では、「滬案後援」を打ち出し、5万銀元の寄付を集め、また慰問団を結成した。12月、国民軍第3軍の山東省進出に乗じて山西省に進攻するも撃退される。
1926年（民国15年）1月、呉佩孚の討賊聯軍は河南省進攻を決意（鄂豫戦争）、東から靳雲鶚の第1軍、西から劉鎮華の陝甘軍、南から寇英傑の第2路軍が侵攻を開始した。樊鍾秀は駐馬店などで戦ったが、結局3月に全省を制圧される。樊鍾秀は呉佩孚に降り、豫軍の指揮権も同じ豫軍出身者の寇英傑に奪われた。樊鍾秀は国民党と密かに連絡を取り、4月に、西山会議派が上海で開いた第2回全国代表大会において、中央監察委員に任ぜられている。
6月、自身が育った登封で挙兵、宝豊県・魯山県・臨汝県・郟県の5県を制圧。民政・財政を省から独立させ、自身で県知事を選任するなど自治を開始した。寇英傑は呉佩孚より鎮圧を命じられ、5県を包囲。しかし樊鍾秀は部隊の一部を密かに南陽に向けており、12日に南召県城を制圧し、14日に南陽4県を制圧。鎮圧に向かった寇英傑の部隊と、24日、西部の方城県で6日間激戦を繰り広げる。樊鍾秀は京漢鉄路を確保した寇英傑に次第に追い詰められ、7月7日、寇英傑と陝軍の陳家謨に社旗県を奪われる。8月2日、張治公・劉佐竜によって襄城・宝豊・郾城が攻められ2日後に陥落、樊鍾秀の部隊は西部の方城県と北部の沁陽に二分して追いやられた。8月20日、樊鍾秀はついに南陽を出て湖北省へ逃れる。その際、来るべき武漢攻略のため李大釗と王法勤の指示で孝感や樊城を確保した。
同年9月、武漢国民政府に身を寄せ、国民革命軍第13軍軍長に任ぜられる。17日、部下だった任応岐や李振亜・馬文徳・袁家驥ら河南省に留まっていた豫軍部隊長が呉佩孚への離反を表明すると、唐生智の先鋒部隊とともに18日、河南省の省境にある湖北省の鶏公山・武勝関鎮を確保した、更に河南省へ再侵入、信陽に撤収していた呉佩孚が鄭州まで逃げるとそれを追い、舞陽・葉県・宝豊に迫った。しかし、樊鍾秀は左派や共産党と近かったことから西山会議派の圧力で補給物資が絶たれたため、南陽に撤収、蔣介石より派遣された黄埔軍校第1期学生の李正韜と蕭灑より輸送機で補給物資を受けた。
翌1927年（民国16年）2月、于学忠の部隊によっていよいよ河南省を追われ、湖北省随県に逃れる。5月、武漢へ兵を進めるも葉挺の部隊と交戦し敗退、河南省と湖北省の省境に逃げ戻った。6月、ついに河南省への北伐が開始されると国民革命軍西路総指揮に任ぜられ、2日、辺随県防地に就き、5日、于学忠・張連丹討伐声明を発した。河南省に再進出し、信陽に展開、更に宝豊で閻日仁の部隊を撃破した。のち第45軍軍長に任ぜられる。7月より軍事委員会委員にもなった。10月の寧漢戦争では、豫軍総司令をつとめている。

### 馮玉祥、蔣介石との対立
河南省統治を開始した馮玉祥は建国軍の名称を解消しようとした。これに反発した樊鍾秀は馮玉祥との確執を深め、李雲竜と結託して反馮玉祥の準備を進める。1928年（民国17年）4月、第2集団軍が省北部での直魯聯軍との戦闘に追われ防備が手薄だった隙をついて、自身の部隊や民団を集め挙兵。李山林の部隊を以て禹県・登封を確保し、鞏県・偃師、更に趙振江の部隊を以て洛陽の孝義兵工廠へと向かったが、4月29日、宋哲元の第4集団軍や石友三の第1方面軍第5軍に撃退される。両軍は二手に分かれ、宋哲元は臨汝・偃師、石友三は禹県・密県と追撃。樊鍾秀は自身の学び舎である少林寺を司令部とし、僧侶たちの協力を得ていたが、5月4日（3月15日とも）に南下して来た石友三の第5軍によって登封は陥落。少林寺は石友三配下の第53師第175旅旅長の蘇明啓によって焼き払われた。その後も湖北省の方城や棗陽にて抵抗を続けていたが、10月2日、安徽省西部に撤退し蚌埠に逃れた。11月（翌年春とも）、蒙城にて下野を宣言し、しばらく上海でアヘン中毒治療に専念した。この直前、蔣介石から小切手を受け取り、南京にて現金に交換しようとしたが、職員が事情を知らず交換が出来なかった。樊鍾秀は蔣介石に失望し、そのことを知った汪兆銘より飛行機で一度は対立した馮玉祥のもとへと送り届けられた。一方、残りの部隊は独立師師長の王茂斉が司令官代理となり、山東省膠東半島で日本の支援を受けしばらく兵力を温存していたが、樊鍾秀から何の指示も受けなかったため、馮玉祥の手により武装解除された。一部は武装解除を拒み、南陽で秘密結社「刀客」に加わった。
蔣介石は樊鍾秀を取り込もうと1929年（民国18年）10月21日、軍事参議院参議に任じ、11月6日に陝西剿匪司令に、1930年（民国19年）2月には豫陝辺防軍司令に任じ、河南省荊紫関へ移るよう命じた。しかし樊鍾秀は蔣介石を拒絶すると3月、臨潁県に戻り、旧所属部隊を再編して総司令を自称した。同年5月、馮玉祥らが反蔣介石の中原大戦を発動すると、樊鍾秀もこれに加わり、討蔣第8方面軍総司令に任ぜられている。しかし徐源泉・王金玉・上官雲相の3個軍の挟撃を受け、臨潁から許昌に撤退した。5月25日（6月13日とも）、樊鍾秀は戦線視察中に許昌南門外で蔣軍の空軍の爆撃に遭い、死亡した。享年43。第8方面軍の指揮は総参謀長の閻鳳崗が代理を務めた。
遺体は馮玉祥の手で北京に運ばれ、西山碧雲寺に葬られた。

## 注
1. 1 2 3 4 5 6 7 8 9 10 11 12  “宝豊武将樊鍾秀与孫中山” (中国語). 平頂山日報. (2016年9月14日) 2020年6月18日閲覧。
2. 1 2 3  hnmg 2012, p. 186.
3. 1 2 3 4  姜 2009, p. 74.
4. 1 2 3 4 5 6 7 8 9 10 11 12 13 14  “河南省志・人物志（伝記上）第二章　軍事” (中国語).   河南省情网_河南省地方史志辦公室. 2017年8月11日時点のオリジナルよりアーカイブ。2020年4月29日閲覧。
5. 1 2  “樊鍾秀通電全国 絶不做袁陸二賊的幇凶” (中国語). 鳳凰网. (2014年4月24日).  オリジナルの2014年8月11日時点におけるアーカイブ。 2020年4月26日閲覧。
6. 1 2 3 4  楊 2001, p. 401.
7. 1 2 3 4 5 6 7 8  姜 2009, p. 75.
8. ↑  郭廷以 (2018). 中華民国史事日志. 藝雅出版社. p. 694
9. 1 2  姜 2009, p. 76.
10. ↑  姜 2009, p. 241.
11. ↑  中國第二歴史檔案館 編 (2012). 蔣介石年譜（1887～1926）. 九州出版社. p. 141
12. ↑  “政府広報第2330号” (PDF) (中国語).   中華民国政府官職資料庫. 2020年6月4日閲覧。
13. ↑  hnmg 2012, p. 187.
14. ↑  “海陸軍大元帥大本營公報第29号” (PDF) (中国語).   中華民国政府官職資料庫. 2020年6月4日閲覧。
15. ↑  丁 2007, p. 43.
16. ↑  丁 2007, p. 44.
17. 1 2  “建国豫軍総参謀長——閻鳳崗将軍(3)” (中国語).   辛亥革命网. 2020年4月29日閲覧。
18. ↑  池昕鴻 (2015). 国内名人伝記叢書（套装共6冊）. 延辺人民出版社. pp. 1257-1258
19. 1 2 3 4 5 6 7 8  “河南通鑒（上）1926年” (中国語).   河南省情网_河南省地方史志辦公室. 2020年4月29日閲覧。
20. 1 2  “1927年” (中国語).   河南省情网_河南省地方史志辦公室. 2017年8月11日時点のオリジナルよりアーカイブ。2020年4月29日閲覧。
21. ↑  “国民政府公報第8期” (PDF) (中国語).   中華民国政府官職資料庫. 2020年6月4日閲覧。
22. 1 2 3  朱金中 (2013年12月12日). “樊鍾秀一生瞧不起蔣介石” (中国語). 大河報（中国語版）.  オリジナルの2020年7月1日時点におけるアーカイブ。 2020年4月29日閲覧。
23. 1 2  “河南通鑒（上）1928年” (中国語).   河南省情网_河南省地方史志辦公室. 2020年4月29日閲覧。
24. ↑  楊 2001, p. 487.
25. ↑  “国民政府公報第300号” (PDF) (中国語).   中華民国政府官職資料庫. 2020年6月4日閲覧。
26. ↑  郭廷以 (2018). 中華民国史事日志. 藝雅出版社. p. 1771
27. ↑  “建国豫軍総参謀長——閻鳳崗将軍(4)” (中国語).   辛亥革命网. 2020年4月29日閲覧。